# The Return of Pipecock Jackxon
The Return of Pipecock Jackxon je studijski album Leeja Scratcha Perryja. Izašao je 1980. godine. Snimljen je u Amsterdamu.
Sve skladbe je skladao Lee Perry.

## Popis pjesama

### Strana A
1. Bed Jammin
2. Untitled Rhythm
3. Give Thanx To Jah

### Strana B
1. Easy Knocking
2. Who Killed The Chicken
3. Babylon Cookie Jar A Crumble
4. Some Have Fe Halla

Na albumu se pojavljuje gitarist Gerald Thomas Moore na skladbama Bed Jammin, Easy Knocking i Babylon Cookie Jar A Crumble.

## Vanjske poveznice
- (engleski) Discogs.com